# HD 145148
HD 145148，又名BD+06 3169，SAO 121392、HR 6014，是一颗恒星，视星等为5.97，位于銀經18.4，銀緯38.75，其B1900.0坐标为赤經16h 4m 15.7s，赤緯+6° 38.75′ 49″。